# 建部政明
建部 政明（たけべ まさあき）は、江戸時代前期の大名。播磨国林田藩の第2代藩主。官位は従五位下・丹波守。

## 略歴
初代藩主・建部政長の三男として誕生した。幼名は織部。初名は光政。
寛文7年（1667年）8月28日、父の隠居により跡を継ぐ。同年12月28日に叙任する。寛文9年（1669年）12月23日に32歳で死去し、跡を弟で養嗣子の政宇が継いだ。墓所は和歌山県伊都郡高野町金剛峯寺の東南院。

## 系譜
- 父：建部政長（1603年 - 1672年）
- 母：酒井忠勝の長女
- 正室：牧野親成の娘
- 生母不明の子女
  - 女子：牧野富成養女 - 九鬼隆常継々室
- 養子
  - 男子：建部政宇（1647年 - 1715年） - 建部政長の五男